# 宿苞兰属
宿苞兰属（学名：Cryptochilus）是兰科下的一个属，为附生兰。该属共有2种，主要分布于喜马拉雅地区。